# Ochthephilum elegans
Espèce
Synonymes
- Cryptobium elegans Blackburn, 1888

Ochthephilum elegans est une espèce de coléoptères de la famille des Staphylinidae, de la sous-famille des Paederinae, de la tribu des Paederini et de la sous-tribu des Cryptobiina. Elle est trouvée en Australie de l'est et du sud (incluant l'état de Victoria).